# بلینگی
بلینگی (در سال ۲۰۰۶ به‌وجود آمده‌است) وبگاه ساخت گیف متحرک آنلاین بود که به کاربران اجازه می‌داد با استفاده از عکس‌ها و اثرهای هنری همراه‌با عناصر تزئینی تولید شده توسط کاربر که به آن‌ها «تمبر» گفته می‌شود، عکس‌های لایه‌دار خلق کنند.